# Синтаксис (геологія)
Синтаксис, скупчення  (рос. синтаксис, англ. syntaxis, нім. Scharung f) — у геології — різкі перетиски або скорочення ширини складчастого геосинклінального пояса, зближення складок гірських порід на певній ділянці, яке часто збігається з їхнім дугоподібним вигином. 
Явище зближення навхрест простягання різних тектонічних структур (прогинів і височин, антикліналей і синкліналей, розломів). Скупчення приводить до збільшення потужності земної кори.
Приклади: Пенджабський синтаксис і Ассамський синтаксис в Азії.